# Erik Friborg
Erik Friborg (n. 24 ianuarie 1893, Stockholm, Suedia-Norvegia – d. 22 mai 1968, Greater London, Anglia, Regatul Unit) a fost un ciclist suedez, medaliat olimpic. A participat la o ediție a Jocurilor Olimpice (1912) în care a câștigat o medalie de aur.

## Participări
Lista de mai jos prezintă principalele competiții la care a participat Erik Friborg de-a lungul carierei.
- cycling at the 1912 Summer Olympics – men's team time trial[*]